# Rivière Mazana
Pour les articles homonymes, voir Mazana.
La rivière Mazana est un tributaire de la rivière du Lièvre. La rivière Mazana traverse le territoire non organisé de Lac-de-la-Pomme, puis le territoire non organisé de Lac-Oscar, dans la municipalité régionale de comté (MRC) de Antoine-Labelle, dans la région administrative des Laurentides, au Québec, au Canada.
La rivière Mazana coule entièrement en zone forestière. La surface de la rivière est généralement gelée de la mi-novembre à la fin avril. Dès le milieu du XIXe siècle, la foresterie a été l'activité économique dominante du secteur.

## Géographie
Les bassins versants voisins de la rivière Mazana sont :
- côté nord : ruisseau Klock ;
- côté est : rivière Métabeskéga, lac Troyes, rivière du Milieu (Lanaudière) ;
- côté sud : rivière Métabeskéga, rivière Rouge, rivière Lenoir ;
- côté ouest : rivière Mazana, ruisseau Séré.

Le lac Mazana (longueur : 11,9 km ; largeur : 2,3 km ; altitude : 441 m) constitue le plan d'eau de tête de la rivière Mazana. Il est situé au nord-ouest de la montagne Kaoskiwonatinak, à l'ouest de la rivière Métabeskéga, au sud-est du territoire de la zec Mazana, à 5 km au sud-ouest de la réserve indienne de Manouane et à 25 km au sud-ouest du lac Kempt. Dans sa zone la plus étendue, le lac comporte deux baies et une île non désignée. Le lac Mazana est alimenté par la décharge (venant du sud) du lac Carabine et du lac de la Gachette.
À partir de l'embouchure (situé au sud) du lac Mazana, la rivière Mazana coule sur 11,3 km vers le sud-ouest en traversant sur 2,9 km vers le sud-ouest le lac Bélisle (altitude : 433 m) lequel reçoit la décharge (venant du sud) du lac Pagé (altitude : 435 m) et la décharge (venant du nord) du lac de la Vache (altitude : 441 m).
Puis la rivière bifurque vers le nord-ouest pour couler en serpentins sur 10,5 km (ou 6,9 km en ligne directe) jusqu'à la rive sud-est du lac Châtillon, en recueillant les eaux du ruisseau Burntland (venant de l'est). Le courant traverse le lac Châtillon sur 0,6 km vers le nord-ouest.
À partir du lac Châtillon, la rivière Mazana coule sur 1,4 km vers le nord-ouest jusqu'à la rive sud du lac Bruneau que le courant traverse sur 1,0 km vers l'ouest. Puis la rivière coule sur 1,6 km vers le nord-ouest jusqu'à la décharge des lacs Shaar (altitude : 416 m) et Nadeau (altitude : 405 m). Puis la rivière coule sur 2,8 km vers le nord-ouest jusqu'à la décharge du ruisseau Séré (venant du sud). De là, la rivière coule sur 1,9 km vers le nord-ouest, puis vers le sud-ouest jusqu'à son embouchure.
La rivière Mazana coule généralement vers l'ouest et se déverse sur la rive est du lac au Pin lequel constitue un élargissement de la rivière du Lièvre et à 2,1 km en amont du ruisseau Beauregard.

## Toponymie
Le terme Mazana est liée au lac, à un étang, à la rivière et à la zec (zone d'exploitation contrôlée), tous situés dans le territoire non organisé du Lac-de-la-Pomme.
Les désignations toponymiques du lac et de la rivière Mazana comportent plusieurs variantes graphiques notamment : Mazanas-kwa, Mazanasquahegan et Masinaskohikanik. Le terme Mazana s'avère une déformation et une troncation du mot algonquin "mazinàshkwemagahige", signifiant dessiner, écrire, graver ou sculpter sur de l'écorce de bouleau. Il s'agit d'une technique particulière de dessin consistant à gratter plusieurs pellicules d'écorce de bouleau. Le Dictionnaire des rivières et lacs de la province de Québec (1914) signale ce toponyme sous la forme Mazamasquahegon.
Le toponyme rivière Mazana a été officialisé le 12 septembre 1986 à la Banque des noms de lieux de la Commission de toponymie du Québec.